# Верхнебаканский сельский округ
Верхнебаканский сельский округ — административно-территориальная единица города Новороссийска.
Административный центр — посёлок Верхнебаканский.

## Современный статус
Был образован в 1994 году как поселковый округ, статус сельского округа получил с 2004 года.
Верхнебаканский сельский округ, как сельские округа в целом, в ОКАТО и также Уставе Новороссийска числится в подчинении администрации города Новороссийска. В Росстате учитывается в подчинении Приморского района.
Согласно информации с официального сайта, округ находится в подчинении Новороссийского района города Новороссийска.

## Населённые пункты
Согласно ОКАТО, Уставу, а также информации с сайта города, учитывающей Глебовский сельский округ:
- посёлок Верхнебаканский (до 2004 года рабочий посёлок[2]),
- хутор Горный.

По другой информации, в округ входит также хутор Убых.